# 池上学院グローバルアカデミー専門学校

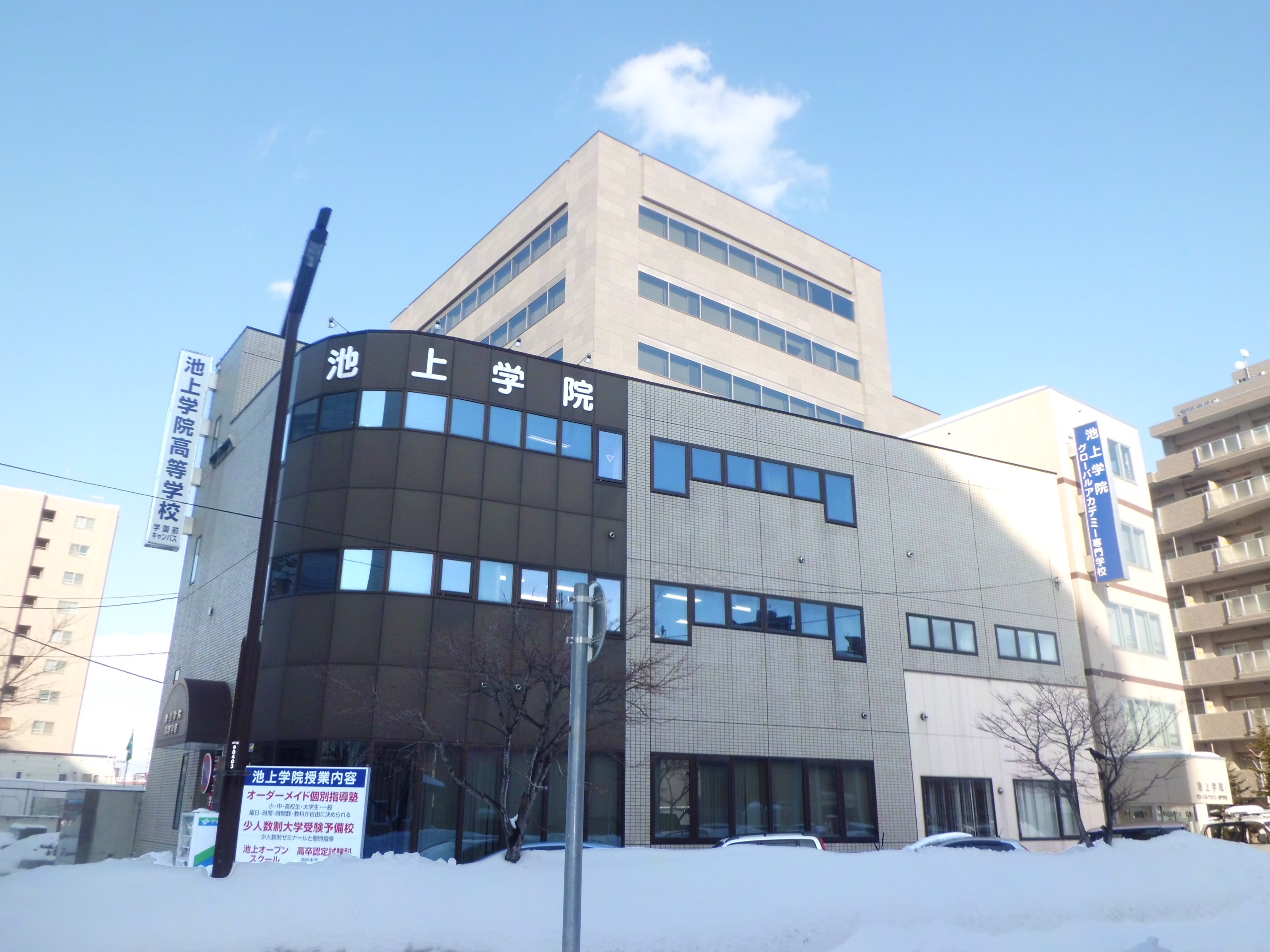
池上学院グローバルアカデミー専門学校

池上学院グローバルアカデミー専門学校（いけがみがくいんグローバルアカデミーせんもんがっこう）とは、北海道札幌市豊平区豊平6条6丁目5-5にある専門学校である。池上学院高等学校学園前キャンパスが併設されている。サッポロハイテクアカデミー、サッポロハイテクアカデミー専門学校、札幌テクノパーク専門学校時代も含めて解説する。
学校法人池上学園が、札幌市厚別区にあった学校法人札幌テクノパーク専門学校より事業承継し、池上学院グローバルアカデミー専門学校として開校。新入生・在校生ともに2009年4月より移転先校舎で講義を行っている。

## 沿革
学校法人池上学園前史
- 1965年 - 池上イングリッシュクラブ開設
- 1985年 - 中学浪人予備校「池上学院」開校
- 1986年 - 「個別指導塾」開設。池上方式と言われる個別指導の授業を展開
- 1992年 - 池上学院内に「大学受験個別特訓予備校」開設
- 1998年 - 全日制通信制高校のサポート校「札幌高等学院」開設
- 1999年 - 全国で初の全日制小・中高等部「池上オープンスクール」開設
- 2004年 -「池上学院高等学校」開校。学校法人池上学園創設

サッポロハイテクアカデミー、サッポロハイテクアカデミー専門学校、札幌テクノパーク専門学校時代
- 1987年 - 札幌市厚別区下野幌テクノパーク1-1-12[1]にサッポロハイテクアカデミー設立。
- 1994年 - 総合ゲーム学科新設
- 1996年 - サッポロハイテクアカデミー専門学校に校名変更
- 1998年 - 札幌テクノパーク専門学校に校名変更
- 2008年 - 音楽療法学科新設

池上学院グローバルアカデミー専門学校時代
- 2009年4月 - 池上学院グローバルアカデミー専門学校として開校。情報システム科開設。現在地に校地を移転
- 2010年4月 - 社会生活学科を開設する
- 2016年 - 社会生活専攻科　開設
- 2020年 - 総合ゲーム学科・音楽療法学科を募集休止
- 2025年 - 募集停止[2]

## 教育理念
- 克己（己に克つ心）
- 感謝（ありがとうという気持ち）
- 利他（人を思いやる気持ち）

## 学科内容
- 情報システム科は札幌テクノパーク専門学校時代のノウハウが引き継がれている。また、基本情報技術者試験などの資格習得も支援している。
- 社会生活学科は発達障害の学生を就労に結びつけることを目的に設置されている。また、介護職員初任者研修などの資格習得も支援している。

## 設置学科・コース
現在設置されている学科など
- 情報システム科　定員10名 男女
- 社会生活学科　定員10名 男女
- 社会生活専攻科・研究科　定員10名 男女

募集休止中の学科など
- 総合ゲーム学科・音楽療法学科

## 著名な教職員
- 池上公介 - 初代学校長、学校法人池上学園初代理事長、元池上学院学院長
- 池上喜重子 - 2代学校長、学校法人池上学園2代理事長